# Новый Ярычев
Но́вый Я́рычев (укр. Новий Яричів) — посёлок во Львовском районе Львовской области Украины. Административный центр Новоярычевской поселковой общины.
Расположен в 27 км от Львова, в 38 км от города Каменка-Бугская и в 6 км от железнодорожной станции Запытов.

## История

Синагога. 1910 г.

Первое упоминание о Ярычеве относится к 1370 году. На территории поселка обнаружены следы раннеславянского поселения черняховской культуры. До 1563 года носил название Ярычев (пол. Jaryczów).